# Hyperphara cingulosus
Hyperphara cingulosus är en fjärilsart som beskrevs av Felder 1869. Hyperphara cingulosus ingår i släktet Hyperphara och familjen björnspinnare. Inga underarter finns listade i Catalogue of Life.